# Gerhard Merkl (Politiker)
Gerhard Merkl (* 27. September 1940 in Regensburg; † 7. November 2016) war ein deutscher Richter, Anwalt und Politiker (CSU).
Merkl besuchte die Volksschule in Teugn, die Vorschule der Regensburger Domspatzen in Etterzhausen sowie das Neue Gymnasium Regensburg, an dem er 1960 das Abitur ablegte. Er studierte Rechte in München und legte 1964 die erste sowie 1968 die zweite juristische Staatsprüfung ab. Von 1970 bis 1972 promovierte er an der Universität Regensburg.
1968 begann Merkl als Gerichtsassessor beim Landgericht Regensburg, war danach Staatsanwalt, Richter am Landgericht und ab 1980 Rechtsanwalt.
1972 wurde Merkl erstmals in den Gemeinderat von Teugn und den Kelheimer Kreistag gewählt. Von 1980 bis 1998 war er Kreisvorsitzender der CSU Kelheim. Von 1974 bis 2003 gehörte er dem Bayerischen Landtag an, in welchen er stets direkt im Stimmkreis Kelheim gewählt wurde. Dort war er zunächst stellvertretender Vorsitzender und dann von 1990 bis 1993 Vorsitzender des Ausschusses für Geschäftsordnung und Wahlprüfung. Ferner war er im Kabinett Stoiber I Staatssekretär im Bayerischen Staatsministerium der Justiz und im Kabinett Stoiber II Staatssekretär im Bayerischen Staatsministerium für Arbeit und Sozialordnung, Familie, Frauen und Gesundheit sowie von Dezember 1995 bis Oktober 1998 Behindertenbeauftragter der Bayerischen Staatsregierung.

## Zitate
Als 1987 Radio Z aus Nürnberg als erstes Freies Radio in Bayern mit hauchdünner Mehrheit des Medienrates eine Sendelizenz bekam, kommentierte Merkl: „Wenn wir heute sagen, die Zielgruppe Schwule darf senden, dann kommen morgen die Lesben und übermorgen die Fixer“.